# Masdevallia triangularis
Masdevallia triangularis är en orkidéart som beskrevs av John Lindley. Masdevallia triangularis ingår i släktet Masdevallia och familjen orkidéer. Inga underarter finns listade i Catalogue of Life.

## Bildgalleri

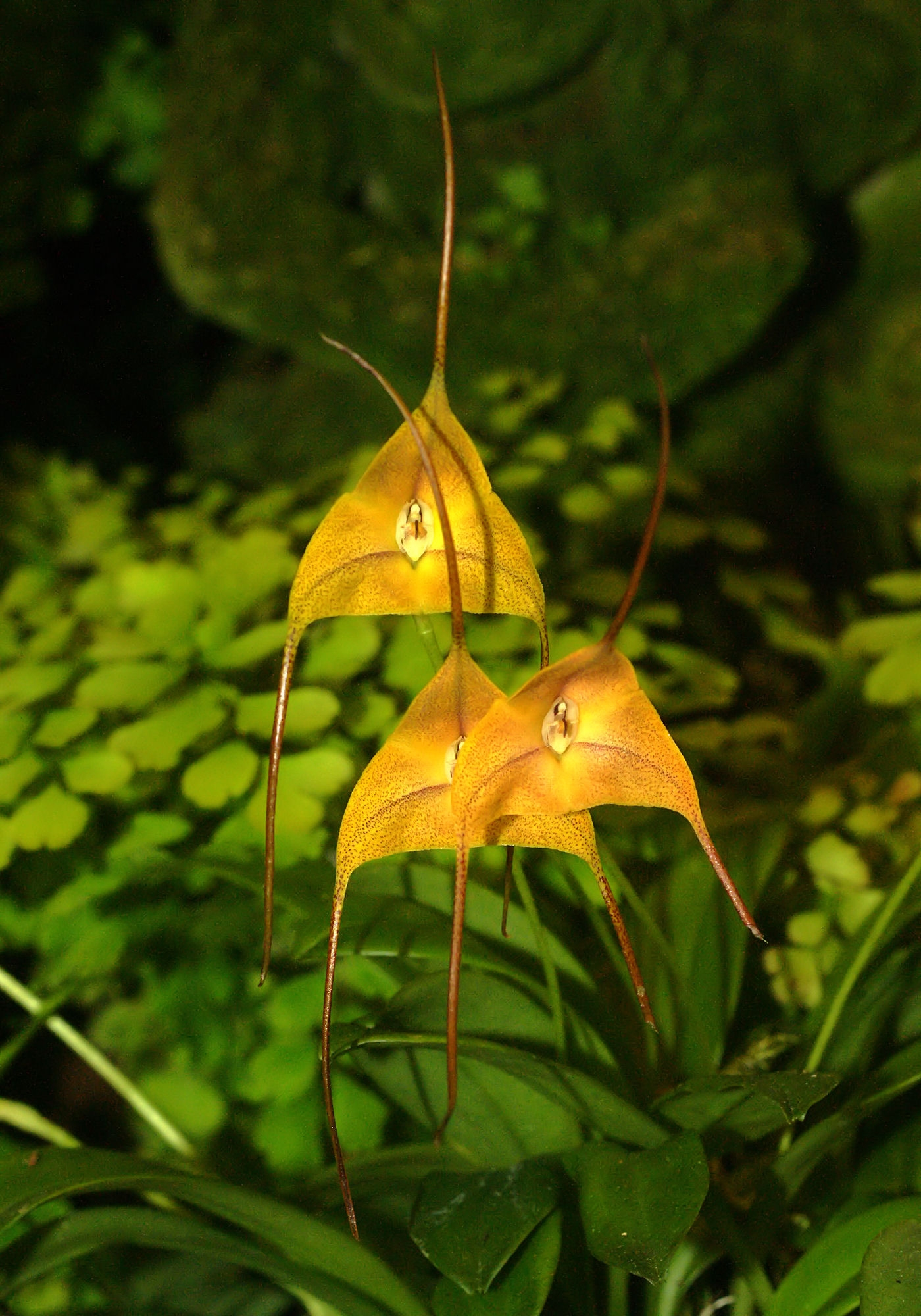
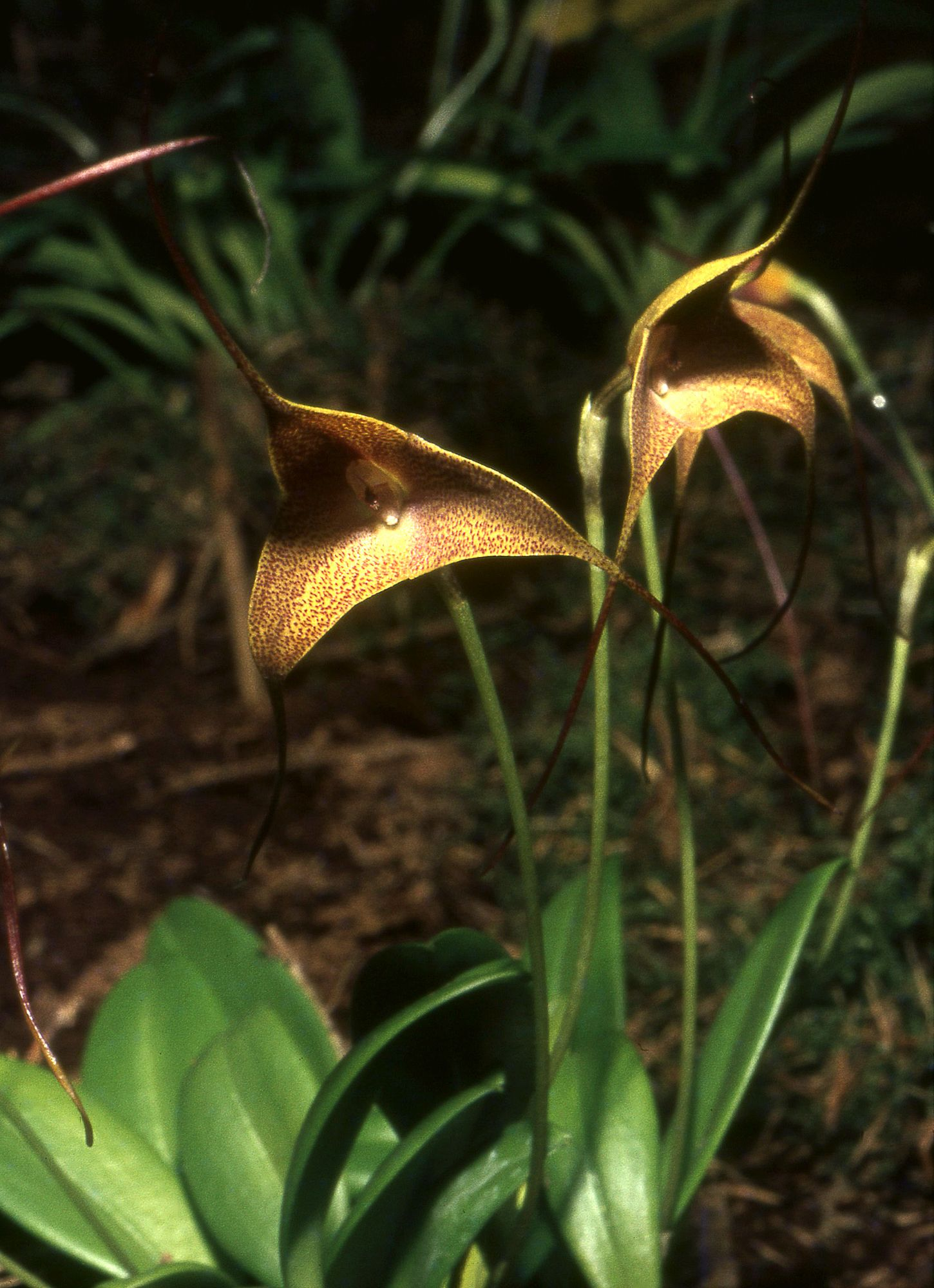
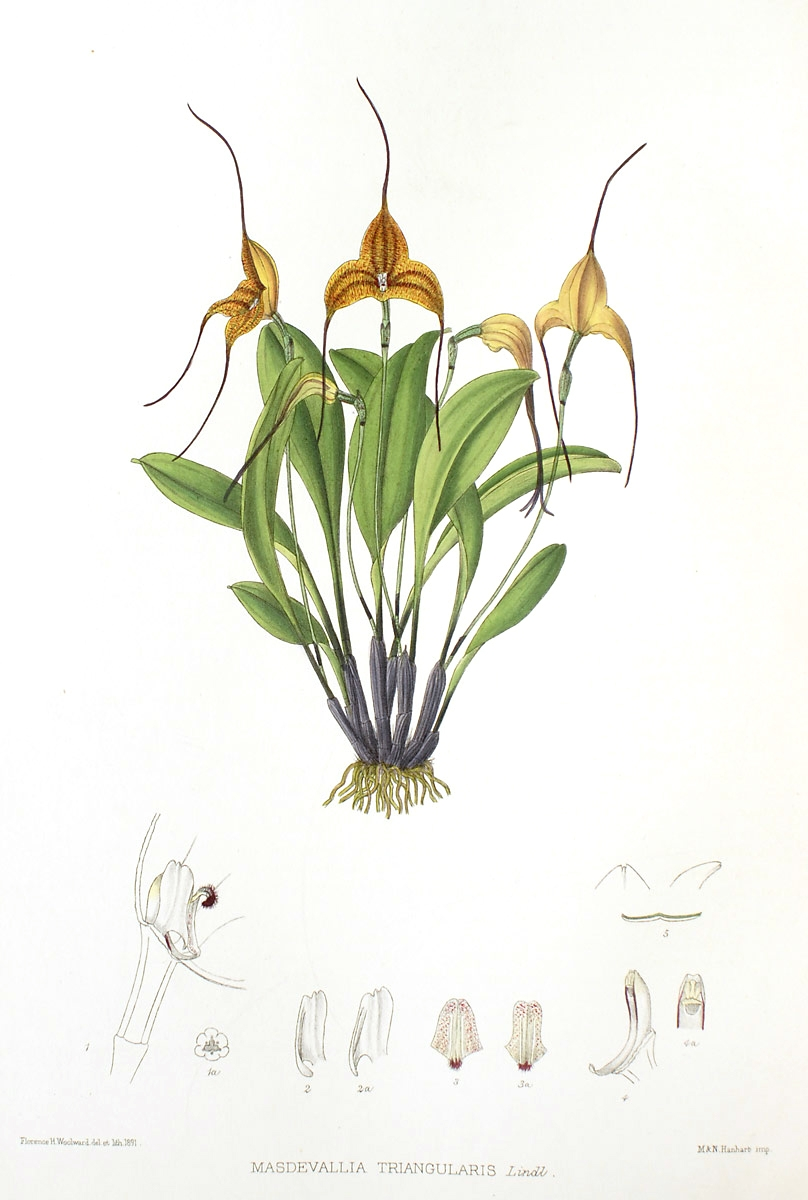